# شاه‌الله دته
شاه‌الله دته (به انگلیسی: Shah Allah Ditta) یک روستا در پاکستان است که در اسلام‌آباد واقع شده‌است.